# Union pour la démocratie populaire
L'Union pour la démocratie populaire (UDP) est un ancien parti politique sénégalais, fondé en 1981 par Hamedine Racine Guissé qui en fut le Secrétaire général.
L'UDP fait partie des nombreux partis qui fleurissent au début des années 1980, lorsque l'arrivée au pouvoir d'Abdou Diouf ouvre la voie au multipartisme intégral.
Plusieurs sources lui prêtent une orientation maoïste pro-albanaise, mais ce point ne fait pas l'unanimité.
L'organe du parti était le mensuel francophone Baatu Askan wi (voix du peuple).